# Phenolaldehyde
| Phenolaldehyde       |
| -------------------- |
| Salicylaldehyd       |
| 3-Hydroxybenzaldehyd |
| 4-Hydroxybenzaldehyd |
| Protocatechualdehyd  |
| Piperonal            |

Phenolaldehyde sind aromatische Aldehyde, die neben einer Aldehydgruppe eine oder mehrere Hydroxygruppen  am aromatischen Kern enthalten. Zu dieser Stoffgruppe zählen z. B. die folgenden Verbindungen:
- Salicylaldehyd
- 3-Hydroxybenzaldehyd
- 4-Hydroxybenzaldehyd
- Protocatechualdehyd

Nach einer anderen Definition zählen zu den Phenolaldehyden auch Verbindungen, bei denen die phenolischen Hydroxygruppen ggf. verethert sind. Beispiele:
- Anisaldehyd
- Vanillin
- Ethylvanillin
- Piperonal

Die Stoffgruppe der Phenolaldehyde ist also größer als die der Hydroxybenzaldehyde. Die meisten Phenolaldehyde sind kristallin und in der Regel in organischen Lösungsmitteln gut löslich. Wasserlöslich sind meist nur jene Phenolaldehyde, die mehrere Hydroxygruppen enthalten.

## Herstellung
Mittels der Gattermann-Synthese oder der Reimer-Tiemann-Reaktion sind Phenolaldehyde zugänglich.